# Hansfordiella asterinearum
Hansfordiella asterinearum är en svampart som beskrevs av S. Hughes 1951. Hansfordiella asterinearum ingår i släktet Hansfordiella och familjen Microthyriaceae.   Inga underarter finns listade i Catalogue of Life.